# Vaccin contre les infections invasives à méningocoque
Le vaccin contre les infections invasives à méningocoque est un vaccin destiné à prévenir les infections dues à Neisseria meningitidis, une bactérie. Il en existe plusieurs, ciblant différents sérotypes et pouvant être conjugués à des protéines. L'efficacité du vaccin est importante et ses effets secondaires sont le plus souvent sans gravité. Il fait partie des vaccins recommandés chez le nourrisson.

## Rappels
Neisseria meningitidis est une bactérie responsable d'infections du rhinopharynx, et surtout de formes invasives telles que des méningites, dont la mortalité est de 10 %, et des bactériémies, notamment le purpura fulminans, dont la mortalité est de 20 à 30 % et les séquelles possibles sont une perte de substance cutanée ou une amputation.

## Caractéristiques
Les vaccins contre les infections invasives à méningocoque contiennent des polyosides de la capsule bactérienne. On distingue les vaccins non conjugués et les vaccins conjugués à des protéines (protéine CRM 197, dérivée de la toxine de Corynebacterium diphtheriae, ou anatoxine tétanique). En France, les vaccins non conjugués disponibles sont les vaccins bivalent, dirigé contre les sérotypes A et C, et tétravalent, dirigé contre les sérotypes A, C, Y et W135. Une variante de ce vaccin tétravalent - commercialisée sous le nom Nimenrix - est désormais utilisable chez le très jeune enfant, à partir de 6 semaines. Les vaccins conjugués disponibles sont les vaccins monovalent C et tétravalent A, C, Y et W135. Ils sont injectables par voie intramusculaire.
Les vaccins contre les méningocoques de type B ont été développés plus tardivement. Ils contiennent une série de protéines immunogènes propre à ce méningocoque. Deux vaccins sont en cours de test, se différant suivant les protéines, le 4CMenB et le MenB-FHbp.

## Recommandations
En France, la vaccination recommandée du nourrisson consiste en une injection de vaccin conjugué monovalent C à l'âge de 5 mois puis une deuxième injection à 12 mois.

## Efficacité
Les vaccins non conjugués sont peu efficaces chez le nourrisson. Le vaccin bivalent A et C a une efficacité importante après l'âge de 24 mois.
Les vaccins conjugués sont efficaces dès le plus jeune âge. Le vaccin monovalent C a une efficacité évaluée à 93 % avant l'âge de 5 mois, 87 % entre les âges de 5 mois et 2 ans, et 97 % entre les âges de 3 et 16 ans. L'efficacité reste élevée un an après la vaccination uniquement chez les enfants vaccinés à partir de l'âge de 5 mois. Le vaccin conjugué tétravalent A, C, Y et W135 a une efficacité évaluée entre 69 et 96 % entre les âges de 11 et 65 ans, variable selon la valence et l'âge du sujet ; la durée de protection est inconnue.
Le vaccin 4CMenB dirigé contre le méningocoque de type B, permet de diminuer par trois l'incidence de la maladie sur une durée supérieure à trois ans . Par contre ce vaccin est inefficace sur le portage du germe. 

## Tolérance
Les effets indésirables observés après l'injection du vaccin contre les infections invasives à méningocoque peuvent être une douleur, une rougeur ou un œdème au site d'injection, une irritabilité, une fièvre, une céphalée, un malaise. Les événements graves sont rares : réactions allergiques généralisées, anaphylaxie, atteintes neurologiques (paresthésie, réaction méningée, vertige, convulsion), nausée et vomissement, éruption cutanée, arthralgie et purpura.
Le vaccin est contre-indiqué en cas d'hypersensibilité à l'un des composants. L'injection doit être différée en cas de maladie fébrile aiguë sévère.